# 長谷川恒男

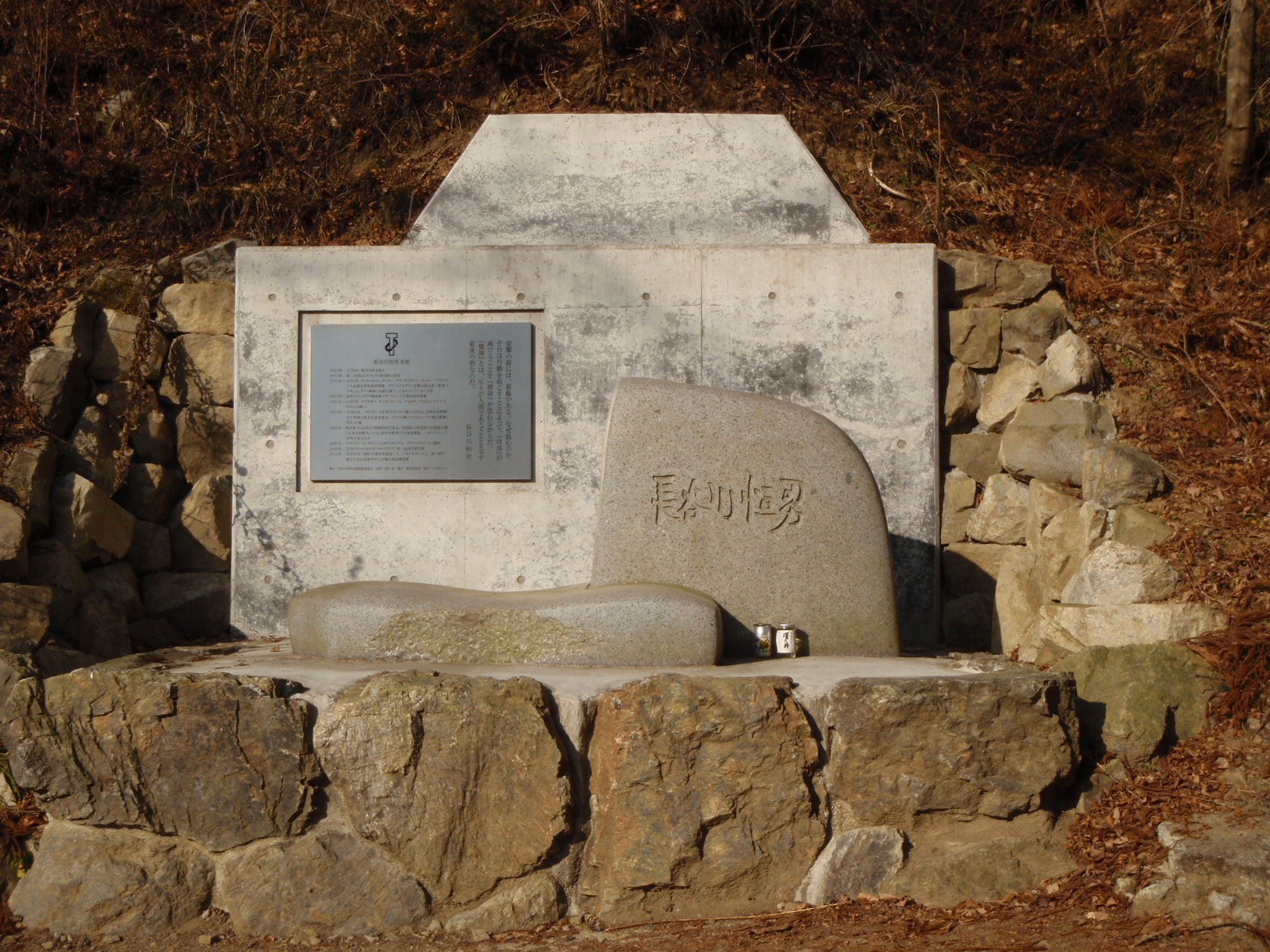
御岳山（東京都青梅市）の長尾平にある長谷川恒男顕彰碑

長谷川 恒男（はせがわ つねお、1947年（昭和22年）12月8日 - 1991年（平成3年）10月10日）は、日本の登山家。日本アルパインガイド協会専務理事を務めた。ウータンクラブ主宰。アルプス三大北壁の冬期単独登攀の成功は世界初。神奈川県立神奈川工業高等学校卒業。神奈川県愛甲郡愛川町半原出身。

## 年譜
- 1963年 横浜市立岩崎中学校卒業。日本コロムビアに入社。兄の影響により登山を始める。
- 1971年 日本コロムビアを退社後、日本アルパインガイド協会公認のガイドになる。
- 1973年 第2次RCCによるエベレスト登山隊の中での、サポート隊としての活躍と、見捨てられたという誤解による隊への不信が、その後の長谷川の山行に大きな影響を与えた。この事件は、長谷川が加藤保男との対比という視点でも見られるようになるきっかけとなった（長谷川は、登頂成功後にビバークしていた加藤を救助している）。
- 1974年3月 冬季未踏であった谷川岳一ノ倉沢滝沢第2スラブを単独初登頂。
- 1977年2月16日 マッターホルン北壁 冬期単独登頂。北壁の冬期単独登頂はワルテル・ボナッティに次いで2人目。
- 1978年3月9日 アイガー北壁 冬期単独初登頂[1]。
- 1979年3月4日 グランド・ジョラス北壁 冬期単独初登頂[1]。アルプス三大北壁の冬期単独登攀の成功は世界初となった。
- 1981年 アルパインガイド長谷川事務所を設立、南アメリカ最高峰アコンカグア南壁（中央クーロワール新ルート）の冬季単独初登攀に成功。
- 1982年 第1回ジュニア・アルピニスト・スクールを開催する。パタゴニア・フィッツ・ロイ北東壁新ルート試登。

これ以降の遠征はすべて敗退する。
- 1983年 雑誌社に勤めていた女性と結婚。ダウラギリI峰（北東稜）。吉尾弘が副隊長として参加。
- 1984年 ナンガパルバット（南東稜）、ナンガパルバット中央側稜単独。
- 1985年 チョモランマ（北東稜）。雪崩で1名遭難。
- 1987年 チョモランマ北東クーロワール。
- 1988年 チョモランマ北東クーロワール。
- 1990年 パキスタンの未踏峰（当時）、ウルタルII峰南西壁。
- 1991年 ウルタルII峰で雪崩に巻き込まれ星野清隆と共に遭難死（43才）。遺体はフンザ渓谷内のベースキャンプ近くに埋葬され、墓地も造営された。
- 1993年 東京都山岳連盟が日本山岳耐久レース（長谷川恒男カップ）を開催。毎年行われている。
- 2011年10月10日 没後20年を記念して御岳山の長尾平に顕彰碑が建立された。

## 著書
- 『北壁に舞う：生きぬくことが冒険だ』（集英社、1979年、集英社文庫、1985年） ISBN 4-08-749015-7
- 『岩壁よおはよう』（中央公論社、1981年、中公文庫、1984年、ヤマケイ文庫、2021年） ISBN 4-635-04923-X
- 『北壁からのメッセージ』（民衆社、1984年、中公文庫、1998年） ISBN 4-12-203192-3
- 堀江謙一共著 『我が青春の挑戦』（聖教新聞社、1984年）
- 『山に向かいて』（福武書店、1987年、福武文庫、1991年） ISBN 4-8288-3184-3
- 『生きぬくことは冒険だよ』長谷川昌美、小田豊二編（集英社、1992年、集英社文庫、1998年） ISBN 4-08-748759-8

## 関連書籍等
- 藤木高嶺著 『ああ南壁：第二次RCCエベレスト登攀記』（朝日新聞社、1974年） ISBN 4-12-202878-7
- 佐瀬稔著 『狼は帰らず：アルピニスト・森田勝の生と死』（山と溪谷社、1980年） ISBN 4-12-203286-5
- 長谷川恒男・ウータンクラブカラコルム登山隊1991編著 『パキスタン・ウルタルII峰：追悼長谷川恒男・星野清隆 26 Aug.-18 Oct.1991』（アルパインガイド長谷川事務所、1991年）
- 佐瀬稔著 『長谷川恒男：虚空の登攀者』（山と溪谷社、1994年、中公文庫、1998年） ISBN 4-12-203137-0
- 本多勝一著 『リーダーは何をしていたか』（朝日新聞社、1997年） ISBN 9784022611994
- 佐瀬稔著 『残された山靴：志なかばで逝った8人の登山家の最期』（山と溪谷社、1999年） ISBN 4-635-17138-8
- 木下寿男著 『山の軍曹カールを駆ける：中央アルプス遭難救助の五十年』（山と溪谷社、2002年） ISBN 978-4635140027
- 石川信義著 『鎮魂のカラコルム』（岩波書店、2006年） ISBN 9784000238373
- Amir Hayat『Song Dedicated to Mountain Climber Hasegawa』: Garden of Flowers: Music of Hunza People, Pakistan, Song Dedicated by Amir Hayat,Pakistan℗ 2022 Antonovka Records(Released on: 2022-01-26)

## 映画・記録映像
- 『北壁に舞う』（1979年）松山善三：総監修　
  - グランド・ジョラスの登攀記録映画
- 『ウータンと12人の仲間：八ヶ岳編』（1992年）
- 『ウータンと12人の仲間：穂高滝谷編』（1993年）
- 『長谷川恒男』（1993年）